# Powiat Mettmann
Powiat Mettmann (niem. Kreis Mettmann) – powiat w kraju związkowym Nadrenia Północna-Westfalia, w rejencji Düsseldorf. Stolicą powiatu jest miasto Mettmann.

## Podział administracyjny
Powiat Mettmann składa się z:
- dziesięciu gmin miejskich (Stadt)

Gminy miejskie:
| Lp. | Nazwa gminy miejskiej  | Ludność (31.12.2010) | Powierzchnia km² |
| --- | ---------------------- | -------------------- | ---------------- |
| 1   | Erkrath                | 45.963               | 26,86            |
| 2   | Haan                   | 29.149               | 24,21            |
| 3   | Heiligenhaus           | 26.659               | 27,47            |
| 4   | Hilden                 | 55.441               | 25,96            |
| 5   | Langenfeld (Rheinland) | 59.160               | 41,15            |
| 6   | Mettmann               | 39.300               | 42,53            |
| 7   | Monheim am Rhein       | 43.063               | 23,05            |
| 8   | Ratingen               | 91.088               | 88,72            |
| 9   | Velbert                | 84.033               | 74,92            |
| 10  | Wülfrath               | 21.299               | 32,24            |